# Robert Prichard
Robert Prichard (* 1956 in Regensburg) ist ein deutsch-amerikanischer Schauspieler und Produzent.

## Leben
Robert Prichard war von 1985 bis 2003 mit der Schauspielerin Jennifer Babtist verheiratet, mit der er einen gemeinsamen Sohn hat.

## Wirken
Zu Beginn seines Schaffens trat er in den Troma-Filmen Atomic Hero und Class of Nuke ’Em High auf. In den 1990er-Jahren betätigte er sich darüber hinaus als Produzent.

## Filmografie
- 1984: Atomic Hero (The Toxic Avenger)
- 1986: Class of Nuke ’Em High
- 1989: Alien Terror (Alien Space Avenger)
- 1994: Cracking Up
- 1996: Head Games
- 2012: Killer Unicorn (Kurzfilm)
- 2013: Return to Nuke 'Em High Volume 1
- 2013: Satan, hold my hand
- 2014: Wakers